# Brazil strandlabdarúgó-válogatott
A Brazil strandlabdarúgó-válogatott Brazíliát képviseli a nemzetközi strandlabdarúgó tornákon és a Brazil labdarúgó-szövetség irányítása alatt áll. A válogatott minden idők legsikeresebb strandlabdarúgó-válogatottja, 14 világbajnoki címével. Portugália, Oroszország és Spanyolország az egyedüli csapatok akik valaha kiejtették a Brazil válogatottat a világbajnokságból. Brazília 1. helyen áll a FIFA világranglistáján.

## Eredmények
| Strandlabdarúgó-világbajnokság | Strandlabdarúgó-világbajnokság | Strandlabdarúgó-világbajnokság | Strandlabdarúgó-világbajnokság | Strandlabdarúgó-világbajnokság | Strandlabdarúgó-világbajnokság | Strandlabdarúgó-világbajnokság | Strandlabdarúgó-világbajnokság | Strandlabdarúgó-világbajnokság | Strandlabdarúgó-világbajnokság |
| Év                             | Eredmény                       | Hely                           | M                              | Gy                             | Gy+                            | V                              | RG                             | KG                             | GÁ                             |
| ------------------------------ | ------------------------------ | ------------------------------ | ------------------------------ | ------------------------------ | ------------------------------ | ------------------------------ | ------------------------------ | ------------------------------ | ------------------------------ |
| 1995                           | Döntő                          | Bajnok                         | 5                              | 5                              | 0                              | 0                              | 52                             | 11                             | +41                            |
| 1996                           | Döntő                          | Bajnok                         | 5                              | 5                              | 0                              | 0                              | 39                             | 9                              | +30                            |
| 1997                           | Döntő                          | Bajnok                         | 5                              | 5                              | 0                              | 0                              | 46                             | 13                             | +33                            |
| 1998                           | Döntő                          | Bajnok                         | 5                              | 5                              | 0                              | 0                              | 52                             | 9                              | +43                            |
| 1999                           | Döntő                          | Bajnok                         | 5                              | 5                              | 0                              | 0                              | 42                             | 18                             | +24                            |
| 2000                           | Döntő                          | Bajnok                         | 5                              | 5                              | 0                              | 0                              | 42                             | 16                             | +26                            |
| 2001                           | Bronzmérkőzés                  | 4. hely                        | 5                              | 3                              | 0                              | 2                              | 38                             | 16                             | +22                            |
| 2002                           | Döntő                          | Bajnok                         | 5                              | 5                              | 0                              | 0                              | 31                             | 13                             | +18                            |
| 2003                           | Döntő                          | Bajnok                         | 5                              | 5                              | 0                              | 0                              | 41                             | 10                             | +31                            |
| 2004                           | Döntő                          | Bajnok                         | 5                              | 5                              | 0                              | 0                              | 42                             | 10                             | +32                            |
| Összesen                       | 10/10                          | 9 cím                          | 50                             | 48                             | 0                              | 2                              | 425                            | 125                            | +300                           |

| FIFA Strandlabdarúgó-világbajnokság | FIFA Strandlabdarúgó-világbajnokság | FIFA Strandlabdarúgó-világbajnokság | FIFA Strandlabdarúgó-világbajnokság | FIFA Strandlabdarúgó-világbajnokság | FIFA Strandlabdarúgó-világbajnokság | FIFA Strandlabdarúgó-világbajnokság | FIFA Strandlabdarúgó-világbajnokság | FIFA Strandlabdarúgó-világbajnokság | FIFA Strandlabdarúgó-világbajnokság |
| Év                                  | Eredmény                            | Hely                                | M                                   | Gy                                  | Gy+                                 | V                                   | RG                                  | KG                                  | GÁ                                  |
| ----------------------------------- | ----------------------------------- | ----------------------------------- | ----------------------------------- | ----------------------------------- | ----------------------------------- | ----------------------------------- | ----------------------------------- | ----------------------------------- | ----------------------------------- |
| 2005                                | Bronzmérkőzés                       | 3. hely                             | 5                                   | 4                                   | 0                                   | 1                                   | 39                                  | 14                                  | +25                                 |
| 2006                                | Döntő                               | Bajnok                              | 6                                   | 6                                   | 0                                   | 0                                   | 52                                  | 16                                  | +36                                 |
| 2007                                | Döntő                               | Bajnok                              | 6                                   | 5                                   | 1                                   | 0                                   | 43                                  | 19                                  | +24                                 |
| 2008                                | Döntő                               | Bajnok                              | 6                                   | 6                                   | 0                                   | 0                                   | 34                                  | 15                                  | +19                                 |
| 2009                                | Döntő                               | Bajnok                              | 6                                   | 6                                   | 0                                   | 0                                   | 47                                  | 19                                  | +28                                 |
| 2011                                | Döntő                               | 2. hely                             | 6                                   | 4                                   | 1                                   | 1                                   | 32                                  | 28                                  | +4                                  |
| 2013                                | Bronzmérkőzés                       | 3. hely                             | 6                                   | 4                                   | 1                                   | 1                                   | 25                                  | 14                                  | +11                                 |
| 2015                                | Negyeddöntő                         | 5. hely                             | 4                                   | 3                                   | 0                                   | 1                                   | 16                                  | 11                                  | +5                                  |
| 2017                                | Döntő                               | Bajnok                              | 6                                   | 6                                   | 0                                   | 0                                   | 38                                  | 15                                  | +23                                 |
| 2019                                | Negyeddöntő                         | 5. hely                             | 4                                   | 3                                   | 0                                   | 1                                   | 32                                  | 15                                  | +17                                 |
| 2021                                | Negyeddöntő                         | 5. hely                             | 4                                   | 2                                   | 0                                   | 2                                   | 18                                  | 12                                  | +6                                  |
| Összesen                            | 11/11                               | 5 cím                               | 59                                  | 49                                  | 3                                   | 7                                   | 376                                 | 178                                 | +198                                |

## Jelenlegi keret
2017 májusban.
| # |  | Poszt | Név           |
| - |  | ----- | ------------- |
| 1 |  | K     | Mão           |
| 2 |  | V     | Fernando DDI  |
| 3 |  | V     | Filipe        |
| 4 |  | V     | Catarino      |
| 5 |  | V     | Daniel Zidane |
| 6 |  | CS    | Lucão         |

| #  |  | Poszt | Név            |
| -- |  | ----- | -------------- |
| 7  |  | CS    | Bokinha        |
| 8  |  | V     | Bruno Xavier   |
| 9  |  | CS    | Rodrigo        |
| 10 |  | CS    | Datinha        |
| 11 |  | CS    | Mauricinho     |
| 12 |  | K     | Rafael Padilha |

Edző: Gilberto Costa

## Játékosok

### Legtöbb gól
A vastaggal jelölt játékosok jelenleg is aktívak.
|    | Név             | Gólok |
| -- | --------------- | ----- |
| 1  | Neném           | 336   |
| 2  | Júnior Negão    | 318   |
| 3  | Jorginho        | 300   |
| 4  | Benjamin        | 297   |
| 5  | André           | 236   |
| 6  | Buru            | 210   |
| 7  | Bruno Malias    | 210   |
| 8  | Júnior          | 202   |
| 9  | Juninho         | 153   |
| 10 | Sidney          | 128   |
| 11 | Magal           | 123   |
| 12 | Cláudio Adão    | 97    |
| 13 | Daniel Nogueira | 91    |
| 14 | Betinho         | 78    |
| 15 | Bueno           | 49    |

## Fordítás
- Ez a szócikk részben vagy egészben  a   Brazil national beach soccer team című angol Wikipédia-szócikk fordításán alapul.  Az eredeti cikk szerkesztőit annak laptörténete sorolja fel. Ez a jelzés csupán a megfogalmazás eredetét és a szerzői jogokat jelzi, nem szolgál a cikkben szereplő információk forrásmegjelöléseként.